# Hofanlage Burwinkel 8
Die Hofanlage Burwinkel 8 in Elsfleth-Burwinkel stammt aus dem 18. und 19. Jahrhundert.
 Aktuell (2023) wird sie als Wohnhaus genutzt.
Die Gebäude stehen unter Denkmalschutz (siehe auch Liste der Baudenkmale in Elsfleth).

## Geschichte
Die Hofanlage auf einer Wurt mit tiefem Grundstück besteht aus
- dem eingeschossigen giebelständigen Wohn- und Wirtschaftsgebäude von um 1790 als Zweiständer-Hallenhaus in Fachwerk (Wirtschaftsgiebel) mit Steinausfachungen und ansonsten in verändertem Backstein, mit reetgedecktem, weit überkragenden (Wohngiebel) Krüppelwalmdach und Niedersachsengiebeln,[2]
- der eingeschossigen giebelständigen Scheune von um 1800 in Fachwerk und Ankerbalkenkonstruktion mit Steinausfachungen (z. T. verbohlt), Walmdach mit Niedersachsengiebel, Querdurchfahrt und Anbau,[3]
- dem Backhaus aus der ersten Hälfte des 19. Jahrhunderts in Fachwerk mit Steinausfachungen und Satteldach[4]
- sowie weiteren nicht denkmalgeschützten Nebenanlagen.

Das Landesdenkmalamt befand: „… geschichtliche Bedeutung … als beispielhafte Hofanlage des späten 18. und der 1. Hälfte des 19. Jhs.“